# مورچه‌مرغ سیمین‌گون
مورچه‌مرغ سیمین‌گون (نام علمی: Sclateria naevia) یک پرنده گنجشک‌سان از تیرهٔ مورچه‌مرغان و تنها عضو از سرده Sclateria است. این گونه یک زادآور ساکن در مناطق گرمسیری آمریکای جنوبی از برزیل مرکزی تا کلمبیا و ترینیداد و از جنوب تا پرو و بولیوی است.